# Stand (Michael W. Smith)
Stand è il ventesimo album di Michael W. Smith, pubblicato nel 2006.

## Tracce
1. Cover Me – 3:28
2. Open Arms – 3:49
3. Come to the Cross – 4:06
4. How to Say Goodbye – 2:19
5. Be Lifted High – 4:11
6. Oh Lord, You're Beautiful – 2:37
7. Grace – 4:07
8. The Stand – 2:54
9. Come See – 5:23
10. In Silence – 3:30
11. Escape Your Love – 3:29